# Chapelle du Carmel Sainte-Thérèse de Créteil
Pour les articles homonymes, voir Chapelle du Carmel.
La chapelle du Carmel Sainte-Thérèse est une chapelle située avenue de Ceinture dans la commune de Créteil dans le Val-de-Marne,. Elle se trouve au sein du carmel de Créteil, ouvert en 1950.

## Historique
Dans ce carmel fermé au public, seize religieuses consacrent leur temps à Dieu.
Seule, la chapelle est ouverte au public.